# Anomia simplex
Anomia simplex är en musselart som beskrevs av D'Orbigny 1842. Anomia simplex ingår i släktet Anomia och familjen sadelostron. Inga underarter finns listade i Catalogue of Life.